# Spodnje Vrtiče
Spodnje Vrtiče so naselje v Občini Kungota.